# Notengaarde (Houten)
De Notengaarde is een straat in de Nederlandse plaats Houten. De Notengaarde loopt vanaf De Gaarde en de Moerbeigaarde tot de Wagenhoeve, Jachthoeve en het Weerwolfspad waar hij in overgaat.
Zijstraten van de Notengaarde zijn de Wagenhoeve, Appelgaarde en de Perzikgaarde. Er bevindt zich een monumentale boerderij aan het Notengaarde 3, genaamd Nieuwoord (1893). Nieuwoord, wat vroeger een boerderij was, is jarenlang een cultureel centrum van de gemeente Houten geweest waar diverse activiteiten in werden georganiseerd.

## Trivia
- Nieuwoord is in 2009 door brand behoorlijk beschadigd geraakt, maar de gemeente Houten heeft deze schade in zijn geheel laten opknappen.[2]
- Naast allerlei activiteiten die in Nieuwoord werden georganiseerd werd het ook gebruikt voor kerkdiensten. Zo zat hier eerst de Nederlands Gereformeerde kerk[3] in die momenteel in "De Lichtboog" kerkt[4] en daarna zat nog enkele jaren de "Christengemeente" in Nieuwoord.[5]

Beusichemseweg ·
Burgemeester Wallerweg ·
De Poort ·
Heemsteedseweg ·
Herenweg ·
Houtensewetering ·
Koningin Julianastraat ·
Loerikseweg ·
Lupine-oord ·
Notengaarde ·
Oud Wulfseweg ·
Plein ·
Prins Bernhardweg ·
Staatsspoor ·
Stationserf ·
Tiellandtspad ·
Vlierweg ·
Weteringhout